# Канджури
Канджури (інд. — арка) — архітектурний елемент у вигляді ряду невеликих декоративних арок-бійниць, дещо схожих на європейські машикулі або мерлони. Забрані мармуровими решітками канджури використовувались для надання споруді привабливого вигляду. Були поширеними в мусульманській архітектурі Індії і країн Близького Сходу.